# Centrum voor Gespecialiseerde Voorlichting bij Beroepskeuze
Een Centrum voor Gespecialiseerde Voorlichting bij Beroepskeuze (CGVB) is in Vlaanderen een voorziening, erkend door het Vlaams Fonds, die een diagnose stelt over de arbeidscompetentie, en werkzoekende personen met een handicap advies geeft op vlak van beroepskeuze.  
De persoon met een handicap kan er terecht voor vragen rond werken en wonen. Een team van medewerkers zoekt samen met hem of haar de meest geschikte oplossingen op het vlak van opleiding, werk op de open en beschutte arbeidsmarkt, inschakeling in arbeidstrajectbegeleiding, dagactiviteit, gepaste opvang en woonvormen.  
Alle niet-schoolgaande personen met een verstandelijke, motorische, psychische, zintuigelijke of andere functiebeperking kunnen er terecht. De CGVB's werken samen met voorzieningen en diensten zoals de mutualiteit (het ziekenfonds), het Vlaams Fonds, de Vlaamse Dienst voor Arbeidsbemiddeling en Beroepsopleiding, de (sociale dienst van de) Beschutte Werkplaats, het Centrum voor Beroepsopleiding, het ATB, het OCMW, het revalidatiecentrum, het CLB en (de sociale dienst van) het ziekenhuis.